# The Lost Files of Sherlock Holmes
The Lost Files of Sherlock Holmes – seria dwóch gier przygodowych stworzona przez firmę Mythos Software i wydana przez Electronic Arts. Składają się na nie: The Case of the Serrated Scalpel z 1992 roku oraz The Case of the Rose Tattoo  z 1996 roku.

## Rozgrywka
Obie gry do przemieszczania się wykorzystują mapę, dzięki czemu gracz uzyskuje szybki dostęp do wybranych lokacji. Nie są to pierwsze gry z Sherlockiem Holmesem w tytule, lecz jako pierwsze wprowadzają możliwość stosowania jego metod śledczych, takich jak przesłuchiwanie czy analiza laboratoryjna. Gry cechują się wysoką dokładnością szczegółów historycznych Londynu.

## The Case of the Serrated Scalpel
Gracz wcielając się w postać Sherlocka Holmesa, pomaga Scotland Yardowi schwytać mordercę młodej aktorki. Wszystko wskazuje na to, że jej śmierć jest kolejnym atakiem Kuby Rozpruwacza, lecz detektyw nie posuwa się tak daleko w swoich domysłach.

## The Case of the Rose Tattoo
Mycroft Holmes, brat Sherlocka Holmesa, zostaje śmiertelnie ranny podczas wybuchu w londyńskim klubie Diogenes. Gracz, początkowo kierując poczynaniami doktora Watsona, a następnie Sherlocka Holmesa, prowadzi śledztwo w sprawie wybuchu i odkrywa, że przyczyną nie był wyciek gazu, lecz umyślnie podłożona bomba.